# Éducation au XXIe siècle
 (décembre 2018).
Si vous disposez d'ouvrages ou d'articles de référence ou si vous connaissez des sites web de qualité traitant du thème abordé ici, merci de compléter l'article en donnant les références utiles à sa vérifiabilité et en les liant à la section « Notes et références ».
 (mai 2022).
L’ éducation au XXIe siècle se caractérise par une plus grande prise en compte du bien-être des personnes éduquées, notamment celui des enfants. Par rapport aux environnements dans lesquels elle a pu se développer, le 21e siècle l'a marquée par le développement du numérique et de la mondialisation.

## Éducation et mondialisation
Elle se concentre de plus en plus sur la découverte de nouvelles cultures et la mobilité, ce qui est permis par les programmes suivants : 
- Le Processus de Bologne de 1999 qui vise à développer la mobilité internationale individuelle pour donner envie aux étudiants de découvrir et de voyager dans d'autres pays puisqu'ils peuvent partir en avec leur ECTS. Mais surtout à poser les bases de l'espace européen de l'enseignement supérieur, créer en 2010 avec 47 états, pour harmoniser les systèmes nationaux.
- Le Projet Comenius, pour les élèves des écoles élémentaires et secondaires.
- Le programme européen Leonardo da Vinci, pour les élèves en lycées professionnels.
- Le programme Erasmus et Erasmus + (2014-2020), pour les étudiants et les enseignants, ainsi que le personnel administratif depuis 2007.Mais Erasmus + ajoute des pays non européens[1].
- Le programme Grundtvig, pour les adultes[2].

Ces programmes permettent de se former et d'apprendre dans un environnement plurilingue. Ils favorisent l'insertion professionnel de plus en plus compétitif à ce jour. De plus, ils facilitent l'accès aux ressources éducatives en Europe à tous puisqu'ils prônent l'égalité des chances. C'est-à-dire que qu'importe le statut social de l'individu, il peut partir grâce à ces programmes.
Le XXIe siècle célèbre la diversité et l'interculturalité. C'est pourquoi ces programmes où l'on peut voyager dans d'autres pays permet l’acceptation et la connaissance de l'autre et de soi.
- La Stratégie de Lisbonne de 2000 qui met en avant l'économie de la connaissance qui favorise la quantité et la qualité de l'emploi via l'innovation et une plus grande cohésion sociale. Elle se centre donc sur le lien entre l'emploi et la formation des individus.

## Nouvelles technologies
On peut également constater un développement rapide et révolutionnaire de la technologie et de l’innovation qui a révolutionné l'école et l'éducation d'aujourd'hui: Le XXIe siècle est l'apogée du numérique qui s’introduit progressivement dans notre quotidien et cela a eu des répercussions sur l'éducation des enfants puisque la société est reflétée à travers l’école.
Depuis les années 2000, le numérique s'est définitivement installé dans nos vies. Cela a conduit au fait que la majorité de la population mondiale est doté du numérique et de technologie chez soi. De plus, les personnes utilisent le téléphone pour le divertissement et pour soulager son stress et cela pourrait avoir des effets négatifs sur notre santé, notre comportement et notre stress.
C'est pour cela qu'avec l’essor de ces techniques, on peut se demander si son implication dans l'éducation est une bonne chose. Pourtant, c'est devenu inimaginable de se retrouver sans puisque tout est accessible par le numérique. Le but étant d'améliorer l'éducation le plus possible, le numérique en est devenu essentiel, naturel malgré les coûts.
Le numérique est un progrès technique et social qui a bouleversé nos vies. Et ce dernier est devenu la solution aux problèmes que l'on rencontre comme pour améliorer le rendement à l'école.
Depuis environ 2013, l'école est devenue numérique, les applications pour pouvoir consulter les devoirs et les notes des élèves sont définitivement installées, mais il y a aussi les fichiers PDF qui sont des substitues aux manuels. C'est-à-dire que la question de l'instaurer ou non, si c'est bien ou mal n'est plus. Mais c'est bien la question de comment la rendre meilleur ou encore de son appropriation qui est présent depuis. C'est aussi pour cela que de nouvelles méthodes font leur apparition en rapport à ces technologies comme la notion du jeux dans le numérique, ou de "gamification" en anglais, fait son apparition. La structure des classes et la façon d'apprendre tente à changer et celles-ci visent à améliorer l’apprentissage et ont été testé en classe.
Et une méthode en dehors de salle de classe fait aussi son apparition, l'éducation à distance. La formation à distance a pris, depuis 2009, une grande ampleur puisque les ordinateurs et la connexion internet se sont installés dans le quotidien des individus.
Les spécialistes pensent même que l'ordinateur et ses dérivés foisonnants peuvent prendre la place des livres voire des professeurs, vu l'accroissement considérable et le développement des Technologies de l'information et de la communication (TIC). [réf. souhaitée]
Des sites sont créés pour dispenser des modules de formation en ligne (e-learning) dans diverses disciplines, et la plupart sont basés (en 2005) sur des scripts PHP. Tous les établissements sont équipés d’internet et infrastructures jusqu’au particulier, ce qui permet le développement de celle-ci.
L'école n'étant jamais en retard sur le numérique il y a de moins en mois de temps qui s’écoule entre l’arrivée d’une nouveauté technique et le moment où elle arrive dans celle-ci.